# Ixtlahuaca de Rayón
Ixtlahuaca de Rayón est une municipalité de l'État de Mexico, au Mexique. Elle couvre une superficie de 336,49 km2 et compte 153 184 habitants en 2015.

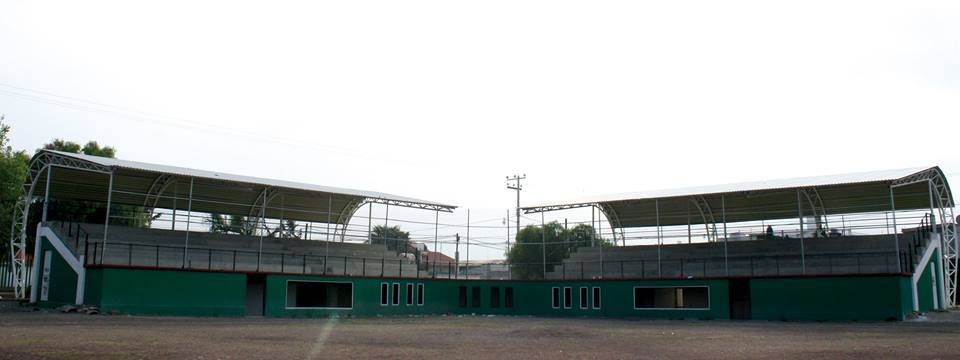
Terrains de soccer